# Timothy Disken
Timothy "Disko" Disken (nascido em 3 de novembro de 1996) é um nadador paralímpico australiano. Competiu em cinco provas da natação nos Jogos Paralímpicos de Verão de 2016 no Rio de Janeiro, Brasil – conquistou a medalha de ouro nos 100 metros livre – S9, a de prata nos 50 metros livre – S9 e a de bronze nos 200 metros medley individual, na categoria SM9.

## Mundial de Natação IPC
No Campeonato Mundial de Natação Paralímpico de 2015, realizado em Glasgow, na Escócia, Disken conquistou a medalha de bronze no 4x100 metros livre – S9.